# Jānis Ķipurs
Jānis Ķipurs   (municipi de Vecumnieki, 3 de gener de 1958) és un pilot de bob letó, ja retirat, que va competir sota bandera de la Unió Soviètica durant la dècada de 1980.
El 1984 va prendre part en els Jocs Olímpics d'Hivern de Sarajevo, on disputà les dues proves del programa de bob. Fou quart en el bobs a dos i sisè en el bobs a quatre. Quatre anys més tard, als Jocs de Calgary, tornà a disputar les dues proves del programa de bob. En aquesta ocasió guanyà la medalla d'or en la prova de bobs a dos, fent parella amb Vladimir Koslov, i la de bronze en la de bobs a quatre, formant equip amb Guntis Osis, Juris Tone i Vladimir Koslov.
En el seu palmarès també destaca una medalla de bronze al Campionat del món de bob, així com un or i una plata al Campionat d'Europa de bob. Un cop retirat exercí d'entrenador en diferents equips nacionals.